# تيم بيهريندورف
تيم بيهريندورف (بالإنجليزية: Tim Behrendorff)‏ مواليد 26 سبتمبر 1981، هو لاعب كرة سلة أسترالي بدأ مسيرته الاحترافية في سنة 2004.